# HD 214710
HD 214710，又名BD+74 978，SAO 10440、HR 8625，是一颗恒星，视星等为5.79，位于銀經114.63，銀緯14.71，其B1900.0坐标为赤經22h 35m 4.2s，赤緯+74° 14.71′ 6″。